# Jean Guilaine
Pour les articles homonymes, voir Guilaine.
Jean Guilaine, né le 24 décembre 1936 à Carcassonne (Aude), est un archéologue français, spécialiste de la Préhistoire récente et de la Protohistoire.
Il est professeur émérite au Collège de France et membre de l'Académie des inscriptions et belles-lettres.

## Biographie
Jean Guilaine est directeur d'études au CNRS, où il dirige un grand programme pluridisciplinaire du CNRS sur les Pyrénées (1973-1978). Il est ensuite directeur d'études à l'EHESS. En 1978 il fonde à Toulouse, avec l'ethnologue Daniel Fabre, le Centre d'anthropologie des sociétés rurales (plus tard Centre d'anthropologie). Spécialiste des premières sociétés paysannes, il plaide en faveur d'études paléoenvironnementales, donnant naissance à l'archéologie agraire.
Ses travaux de terrain ont pour cadre l'ensemble du bassin méditerranéen : Chypre (où son équipe met au jour en 2004 le plus ancien témoignage connu d'apprivoisement du chat sur le site de Shillourokambos, dans un niveau daté à environ 9 500 ans), Grèce, Italie, France, Andorre, Espagne.
Il aborde également des thématiques plus théoriques sur le concept d'arythmie et de changement culturel , la violence préhistorique et la genèse du guerrier, le mégalithisme et l'hypogeisme, la montée des inégalités sociales et leur traduction matérielle, l'iconographie néolithique et le genre, les rythmes de la protohistoire méditerranéenne, les réseaux de circulation en Gaule et en Méditerranée au cours du premier âge du fer.
Il fait partie, avec Jean-Paul Demoule et Jean-Pierre Daugas, de la commission nommée en 1983 par le ministère de la Culture pour examiner les tenants et aboutissants de l'affaire de Glozel (le rapport complet de cette expertise ne sera jamais publié, seul un résumé est édité en 1995 - douze ans plus tard - dans la Revue archéologique du Centre).
Il dirige la revue Gallia Préhistoire de 1986 à 1994 et fonde à Toulouse la série Archives d'Ecologie Préhistorique,
De 1994 à 2007 Jean Guilaine est professeur au Collège de France où il était titulaire de la chaire de « Civilisations de l'Europe  au Néolithique et à l'âge du bronze », période qu'il qualifie de « seconde naissance de l'homme ».
En 2007, il assure avec Yves Coppens la codirection scientifique du film Le Sacre de l'Homme réalisé par Jacques Malaterre. Ce docu-fiction retrace l'aventure humaine et les grands moments qui ont donné naissance au monde historique.
En 2011, il est élu à l'Académie des inscriptions et belles-lettres au fauteuil de Bernard Guenée. Il est membre correspondant de l'Académie royale d'histoire (Madrid) et de l'Istituto italiano di preistoria e protostoria (Florence). Il est docteur honoris causa de l'université de Barcelone.

## Publications
- [1967] La civilisation du vase campaniforme dans les Pyrénées françaises, Carcassonne, éd. Gabelle, 1967, 240 p..
- [1972] L'Âge du bronze en Languedoc occidental, Roussillon, Ariège, Paris, éd. Klincksieck, 1972, 460 p..
- [1976] Jean Guilaine (dir.), La Préhistoire française, t. 2 (1 vol.) : Les civilisations néolithiques et protohistoriques de la France (publié à l'occasion du IXe Congrès UISPP (Union Internationale des Sciences Préhistoriques et Protohistoriques), Nice, 1976. t. 1 : Civilisations paléolithiques et mésolithiques de la France (dir. Henry de Lumley, préf. Valéry Giscard d'Estaing, 2 vol.) ; t. 2 : Civilisations néolithiques et protohistoriques de la France (dir. Jean Guilaine, 1 vol.)), Éditions du CNRS, 1976, 912 p. (ISBN 978-2-222-01969-5).
- [1976] Premiers bergers et paysans de l'Occident méditerranéen, La Haye / Paris, éd. Mouton / École des hautes études en sciences sociales, 1976 (présentation en ligne).
- [1980] La France d'avant la France. Du Néolithique à l'âge du fer, Paris, Hachette, 1980 (réimpr. 1985, Hachette, édition poche, coll. « Pluriel », 350 p.), 296 p..
- [1989] La Préhistoire d'un continent à l'autre, Larousse, 1989, 288 p. (ISBN 2037400012 et 9782037400015).
- [1994] La mer partagée. La Méditerranée avant l'écriture : 7000-2000 avant J.-C., Paris, Hachette, 1994 (réimpr. 2005 : Hachette, édition poche, coll. « Pluriel », 910 p.), 454 p. (présentation en ligne).
- [Clottes & al. 1996] Jean Clottes, Jean Guilaine, André Langaney et Dominique Simonnet, La plus belle histoire de l'Homme. Comment la Terre devint humaine, Paris, Seuil (réimpr. 1998 : coll. « Sciences humaines »,  (ISBN 978-2-020-40345-0) ; réimpr. 2001 : coll. « Points » (no 897), 186 p.,  (ISBN 2-02-050576-2), (BNF 37689330)) (1re éd. 1996), 164 p. (ISBN 2-02-026440-4). Éditions portugaise, catalanes (2), sud-américaine, espagnole, allemandes (2), chinoises (2), arabes (2), grecque, turque, polonaise, brésilienne, japonaise, vietnamienne, coréenne.
- [1998] Au temps des dolmens. Mégalithes et vie quotidienne en France méditerranéenne il y a 5 000 ans (photogr. Alain Aigoin), Privat, 1998 (réimpr. coll. « Pages Grand Sud », édition poche, 2000), 166 p., sur gallica (lire en ligne).
- [Guilaine & Zammit 2001] Jean Guilaine et Jean Zammit, Le sentier de la guerre. Visages de la violence préhistorique, Paris, Le Seuil, coll. « Le Grand Livre du Mois », 2001, 380 p. (résumé, présentation en ligne). Édition espagnole : Ariel, Barcelone, 2002 ; édition anglaise/américaine/australienne : Blackwell, 2005.
- [2002] Matériaux, production et circulation du Néolithique à l'âge du bronze, Paris, éd. Errance, 2002, 245 p. (ISBN 2-87772-232-5, présentation en ligne).
- [2003] De la vague à la tombe. La conquête néolithique de la Méditerranée (8000-2000 avant notre ère), Paris, Le Seuil, 2003, 380 p. (présentation en ligne).
- [2008] Les racines de la Méditerranée et de l'Europe, Fayard, coll. « Histoire », 2008, 95 p. (ISBN 978-2213636641, présentation en ligne). Édition italienne : Jaca Book, 2009.
- [Guilaine et al. 2009] Jean Guilaine, Sebastiano Tusa, Primo Veneroso et Fabien Convertini, La Sicile et l'Europe campaniforme : la collection Veneroso à Sciacca, Toulouse, Archives d'écologie préhistorique, 2009, 216 p., sur archeoaep.fr (lire en ligne).
- [2010] Un Désir d'Histoire. L'enfance d'un archéologue (préf. Daniel Fabre), Carcassonne, Garae, coll. « Hésiode », 2010 (réimpr. 2013), 272 p. (ISBN 978-2-906156-37-1, présentation en ligne).
- [2011] Caïn, Abel, Ötzi. L'héritage néolithique, éd. Gallimard, coll. « Bibliothèque des Histoires », 2011, 284 p. (résumé, présentation en ligne).
- [2011] Méditerranée mégalithique. Dolmens, hypogées, sanctuaires, éd. Archéologie Nouvelle, Lacapelle-Marival, coll. « Archéologie Vivante », 2011, 157 p. (ISBN 978-2-9533973-2-1, présentation en ligne).
- [2011] Archéologie, science humaine (Entretiens avec Anne Lehoërff), Paris, éd. Errance / Actes-Sude, 2011, 240 p. (ISBN 978-2-87772-472-2, présentation en ligne).
- [2015] La Seconde naissance de l'Homme. Le Néolithique, Paris, éd. Odile Jacob, 2015, 200 p. (présentation en ligne).
- [2015] Les hypogées protohistoriques de la Méditerranée. Arles et Fontvieille (livre accompagné d'un DVD : L'énigme de la grotte des Fées, un film de Marc Azéma), Arles, éd. Errance / Actes Sud, 2015, 336 p. (présentation en ligne).
- [Guilaine & Alibert 2016] Jean Guilaine et Ch. Alibert, Paul Tournal, fondateur de la Préhistoire, Paris, éd. Odile Jacob, coll. « OJ. Préhistoire Archéologie », 2016, 314 p. (ISBN 978-2738134288, présentation en ligne).
- [2017] Jean Guilaine, Laurent Carozza, Dominique Garcia, Jean Gascó, Thierry Janin et Benoît Mille, Launac et le Launacien. Dépôts de bronzes protohistoriques du Sud de la Gaule, Montpellier, Presses Universitaires de la Méditerranée, coll. « Mondes anciens », 2017, 384 p. (ISBN 978-2-36781-213-7).
- [2017] Jean Guilaine, Les Chemins de la Protohistoire. Quand l'Occident s'éveillait (7000-2000 avant notre ère), Paris, éd. Odile Jacob, 2017, 252 p. (ISBN 978-2738139627, présentation en ligne).
- [2021] Femmes d'hier, Paris, éd. Odile Jacob, coll. « OJ. Préhistoire Archéologie », 2021 (ISBN 978-2-7381-5777-5).
- [2023] L’Aube des moissonneurs. Du néolithique en particulier et de l’archéologie en général (entretiens avec Laurence Turetti et Georges Chaluleau), Lagrasse, Verdier, 2023 (ISBN 978-2-37856-183-3, présentation en ligne).
- [2025] Les Néolithiques et nous : Sommes-nous si différents ?, Paris, Odile Jacob, 2025, 240 p. (ISBN 978-2415011758).

### Romans
- [2006] Jean Guilaine, Pourquoi j'ai construit une maison carrée, Actes Sud, 2006 (réimpr. Babel, 2013), 336 p..
- [2016] Jean Guilaine, L'Ermite du paradis, Poullaouen, éd. Totem, 2016, 320 p..

### Monographies de sites archéologiques
- [Guilaine et al. 1974] Jean Guilaine, Jean Vaquer, Paul Barrié, Jean Abelanet, Jean Bourin, Henri Duday, Jean Lavergne et Thérèse Poulain-Josien, La Balma de Montbolo et le Néolithique de l'Occident méditerranéen, Toulouse, Institut Pyrénéen d'Études Anthropologiques, 1974, 204 p..
- [Guilaine et al. 1979] Jean Guilaine, Jean Gascó, Jean Vaquer et Michel Barbazat, L'abri Jean-Cros. Essai d'approche d'un groupe humain du Néolithique ancien dans son environnement, Toulouse, Centre d'Anthropologie des Sociétés Rurales, 1979, 462 p. (résumé).
- [1984] Leucate-Corrège. Habitat noyé du Néolithique cardial, Toulouse / Sète, Centre d'Anthropologie des Sociétés Rurales / Musée Paul Valéry, 1984, 272 p. (lire en ligne).
- [Guilaine et al. 1986] Jean Guilaine, Guy Rancoule, Jean Vaquer, Michel Passelac et Jean-Denis Vigne, Carsac. Une agglomération protohistorique en Languedoc, Toulouse, Centre d'Anthropologie des Sociétés Rurales, 1986, 302 p. (résumé).
- [[1989] Ornaisons-Médor. Archéologie et Écologie d'un site de l'Âge du Cuivre, de l'Âge du Bronze final et de l'Antiquité tardive, Toulouse, Centre d'Anthropologie des Sociétés Rurales, 1989, 350 p., sur archeoaep.fr (lire en ligne).
- [Guilaine et al. 1993] Jean Guilaine, Michel Barbaza, Jean Gascó, Henri Bails et al., Dourgne. Derniers chasseurs-collecteurs et premiers éleveurs de la Haute Vallée de l'Aude, Toulouse, Centre d'Anthropologie des Sociétés Rurales, 1993, 500 p. (lire en ligne).
- [Guilaine, Martzluff, Barbaza et al. 1995/2007] (es) Jean Guilaine, Michel Martzluff, Michel Barbaza et al., Les excavacions a la Balma de la Margineda, Edicions del Govern d'Andorra, 1995.
  - t. I (avec Michel Martzluff et al., 1995, contexte général et niveaux historiques et néolithique ancien), 270 p. ;
  - t. II (avec Michel Martzluff et al., 1995, niveaux mésolithiques), 496 p. ;
  - t. III (avec Michel Martzluff et al., 1995, mise en perspective pour la période postglaciaire), 270 p. ;
  - t. IV (avec Michel Barbaza, Michel Martzluff et al., 2007, niveaux tardiglaciaires), 598 p..
- [Guilaine & Barthes 1997] Jean Guilaine et Pascale Barthes, La Poste-Vieille à Pezens (Aude). De l'enceinte néolithique à la bastide d'Alzau, Toulouse, Centre d'Anthropologie, coll. « Archéologie en Terre d'Aude », 1997, 252 p. (ISBN 978-2-9511526-0-1, présentation en ligne).
- [Guilaine & Escalon 2003] Jean Guilaine et Gilles Escalon, Les Vautes (Saint-Gély-du-Fesc, Hérault) et la fin du Néolithique en Languedoc oriental, Toulouse / Paris, Centre d'Anthropologie / INRAP, 2003, 350 p. (résumé).
- [Guilaine & Cremonesi 2003] Jean Guilaine et G. Cremonesi, Torre Sabea, un établissement du Néolithique ancien en Salento, École Française de Rome, 2003, 396 p. (résumé).
- [Guilaine, Manen, Vigne et al. 2007] Jean Guilaine, Claire Manen, Jean-Denis Vigne et al., Pont de Roque Haute. Nouveaux regards sur la néolithisation de la France méditerranéenne, Toulouse, CRPPM / EHESS, 2007, 332 p. (présentation en ligne).
- [Guilaine, Briois, Vigne et al. 2011] Jean Guilaine, François Briois, Jean-Denis Vigne et al., Shillourokambos. Un établissement néolithique pré-céramique à Chypre. Les fouilles du secteur 1, Paris, éd. Errance / École Française d'Athènes, 2011, 1248 p. (présentation en ligne).
- [Guilaine, Vaquer & Zammit 2015] Jean Guilaine, Jean Vaquer et Jean Zammit, Grottes sépulcrales préhistoriques des Hautes-Corbières, Toulouse, Archives d'Écologie Préhistorique, 2015, 350 p. (résumé).
- [Guilaine, Briois, Vigne et al. 2021] Jean Guilaine, François Briois, Jean-Denis Vigne et al., Shillourokambos. Un établissement néolithique pré-céramique à Chypre. Les fouilles du secteur 3, Paris, éd. CNRS, 2011, 775 p. (résumé).
- [Guilaine et al. 2019] Jean Guilaine (dir.), Le dolmen de Saint Eugène , autopsie d'une sépulture collective néolithique, Archives d'écologie préhistorique, 2019, 405 p.  (ISBN 978-2358420266)
- [2024] La Grotte de Buffens à Caunes et la Protohistoire du Minervois, photographies de Patrice Cartier, Archéologie en Terre d'Aude, 2024, 111 p.  (ISBN 979-1096219155)

## Histoire et Civilisation occitanes (pour mémoire)
- Récits et contes populaires. Languedoc 2 (vallée du Lauquet),  Gallimard, Paris, 1978,190 p.
- Histoire de Carcassonne, Privat, Toulouse, 1984 (dir. avec D.Fabre), 2e ed.2001, 324 p.
- Aude des Origines, Archéologie en Terre d'Aude, Carcassonne, 1994, 216 p. (avec D. Sacchi et J. Vaquer)
- La fête à Ladern, Festejaires dal Lauquet, Garae/Hésiode, Carcassonne, 2004, 120 p. (avec D. Fabre et Mans de Breish).
- Contes populaires  des Corbières, J.-M. Desbois, Les Baux-de-Provence, 2017 (avec C. Guilaine), 270 p.

## CD / DVD
- Civilisations de l'Europe au Néolithique et à l'Âge du bronze, Leçon inaugurale, Collège de France, 1995
- Ötzi, l'homme des glaces et son temps, Gallimard / Collège de France, 2008
- Jean Guilaine raconte l'origine du Sacré, Col. Les Essentiels, Les Cahiers de Science et Vie, Film de P. Bousquet, propos recueillis par I. Bourdial, Mondadori-France, 2012.

## Distinctions

### Décorations
- Chevalier de la Légion d'honneur (décret du 2 avril 1999)
- Officier de l'ordre national du Mérite
- Chevalier de l'ordre des Arts et des Lettres
- Chevalier de l'ordre des Palmes académiques
- Médaille d'honneur de la ville de Carcassonne (2012)

### Prix scientifiques
- Prix Albéric-Rocheron de l'Académie française en 1977 pour Premiers bergers et paysans de l'Occident méditerranéen, 1976.
- Prix Biguet de l'Académie française, 1981.
- Prix Gobert de l'Académie des inscriptions et belles-lettres, 1981.
- Prix Yvan-Loiseau de l'Académie française en 1985 pour Histoire de Carcassonne, 1984.
- Grand prix de l'archéologie du ministère de la Culture, 1985.
- Prix Diane-Potier-Boès de l'Académie française, 1995.
- Prix Jacques de Morgan de l'Académie de Marseille, 1995.

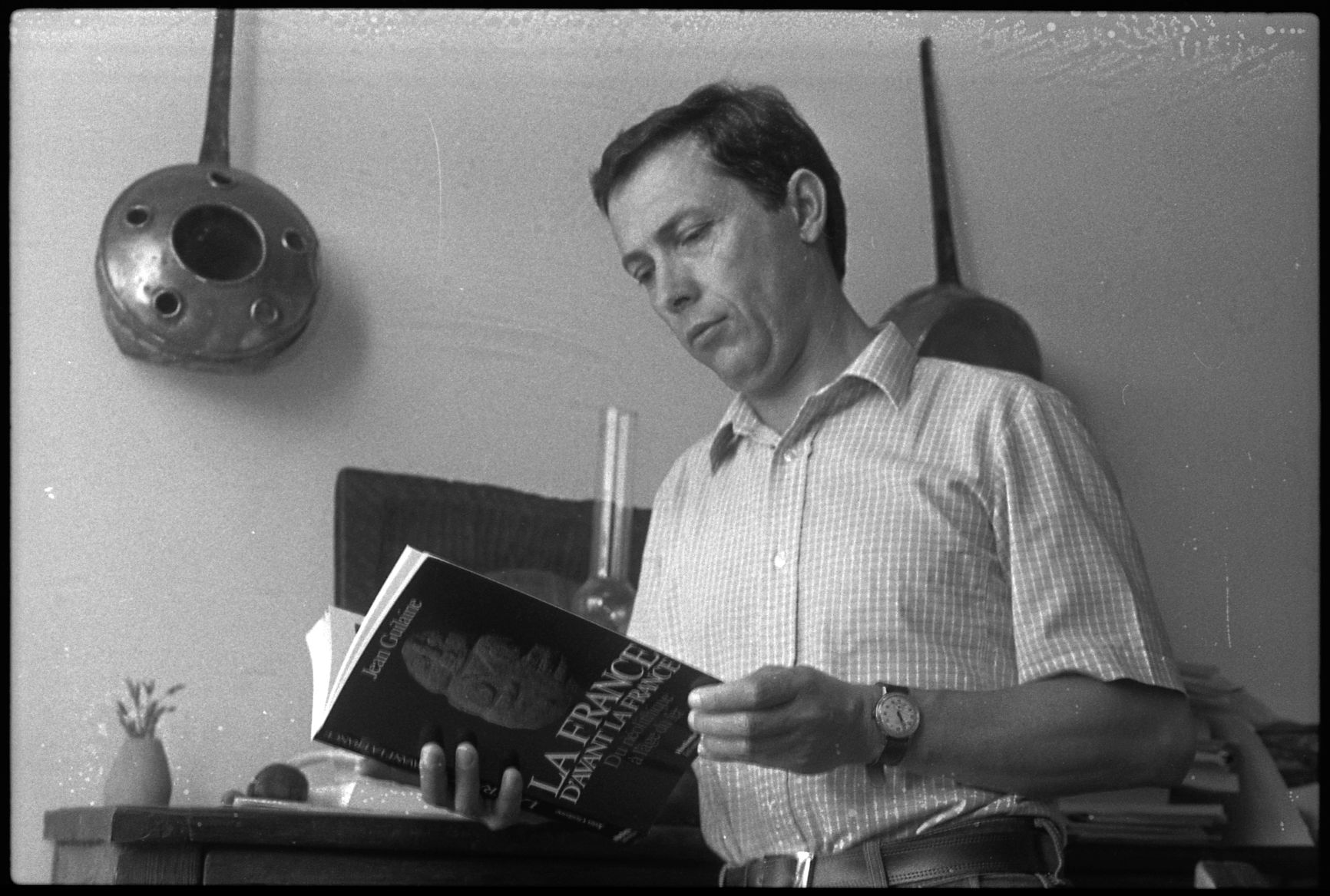
Jean Guilaine à l'occasion de la publication de son livre La France d'avant la France, 1980

## Hommages
- Cultures i medi de la Prehistoria a l'edad mitjana. Homenatge al Professor Jean Guilaine, Puigcerda, 1995, 745 p.
- De Méditerranée et d'ailleurs… Mélanges offerts à Jean Guilaine, Archives d'Écologie Préhistorique, Toulouse, 2009, 853 p.
- Jean Guilaine, archéologue de la Protohistoire. Des pays d'Aude à la Méditerranée, exposition présentée aux Archives départementales de l'Aude, Carcassonne (nov. 2012-fév. 2013), catalogue, 72 p.
- Une épée de bronze pour Jean Guilaine, Actes-Sud / Errance, Arles, 2013, 74 p.
- Jean-François Mondot, « Jean Guilaine : apôtre du Néolithique », L'Histoire, no 460,‎ juin 2019 (lire en ligne).